# Ypsistocerus manni
Ypsistocerus manni är en stekelart som beskrevs av Joseph Augustine Cushman 1923. Ypsistocerus manni ingår i släktet Ypsistocerus och familjen bracksteklar. Inga underarter finns listade i Catalogue of Life.